# Gloire aux dents
Gloire aux dents (France) ou Broche, broche tes dent (Québec) (Hail to the Teeth) est un épisode de la série télévisée d'animation Les Simpson. Il s'agit du onzième épisode de la trente-et-unième saison et du 673e de la série.

## Synopsis
À la suite d'une rencontre impromptue, Lisa remarque que son visage est dénué de tout sourire et que sa vie sociale est inexistante. Un passage chez le dentiste lui permet alors de retrouver le sourire, ce qui lui permet de lier des liens avec ses camarades de classe. Sa soudaine popularité lui donne alors envie de représenter les élèves, mais un nouveau passage chez le dentiste va lui faire perdre tout soutien. Pendant ce temps, Homer et Marge sont conviés au mariage d'Artie Ziff. Cependant, en découvrant que la future mariée ressemble étrangement à Marge, ils vont tenter de faire la lumière sur cet événement...

## Réception
Lors de sa première diffusion, l'épisode a attiré 1,81 million de téléspectateurs.